# Tadeusz Tuczapski

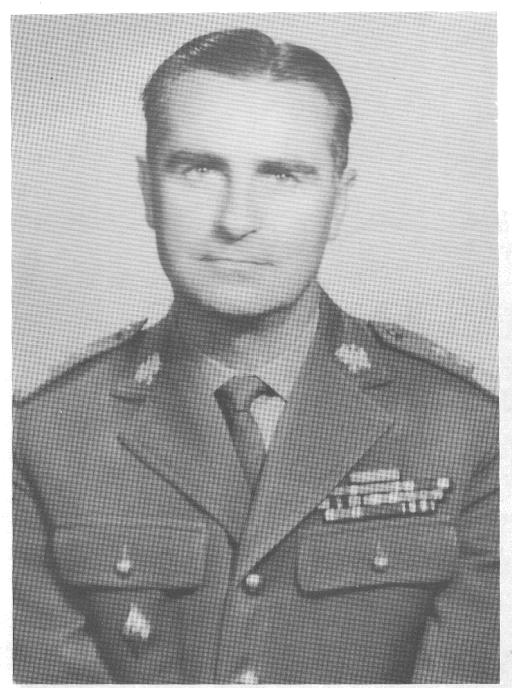
Tadeusz Tuczapski w stopniu generała dywizji

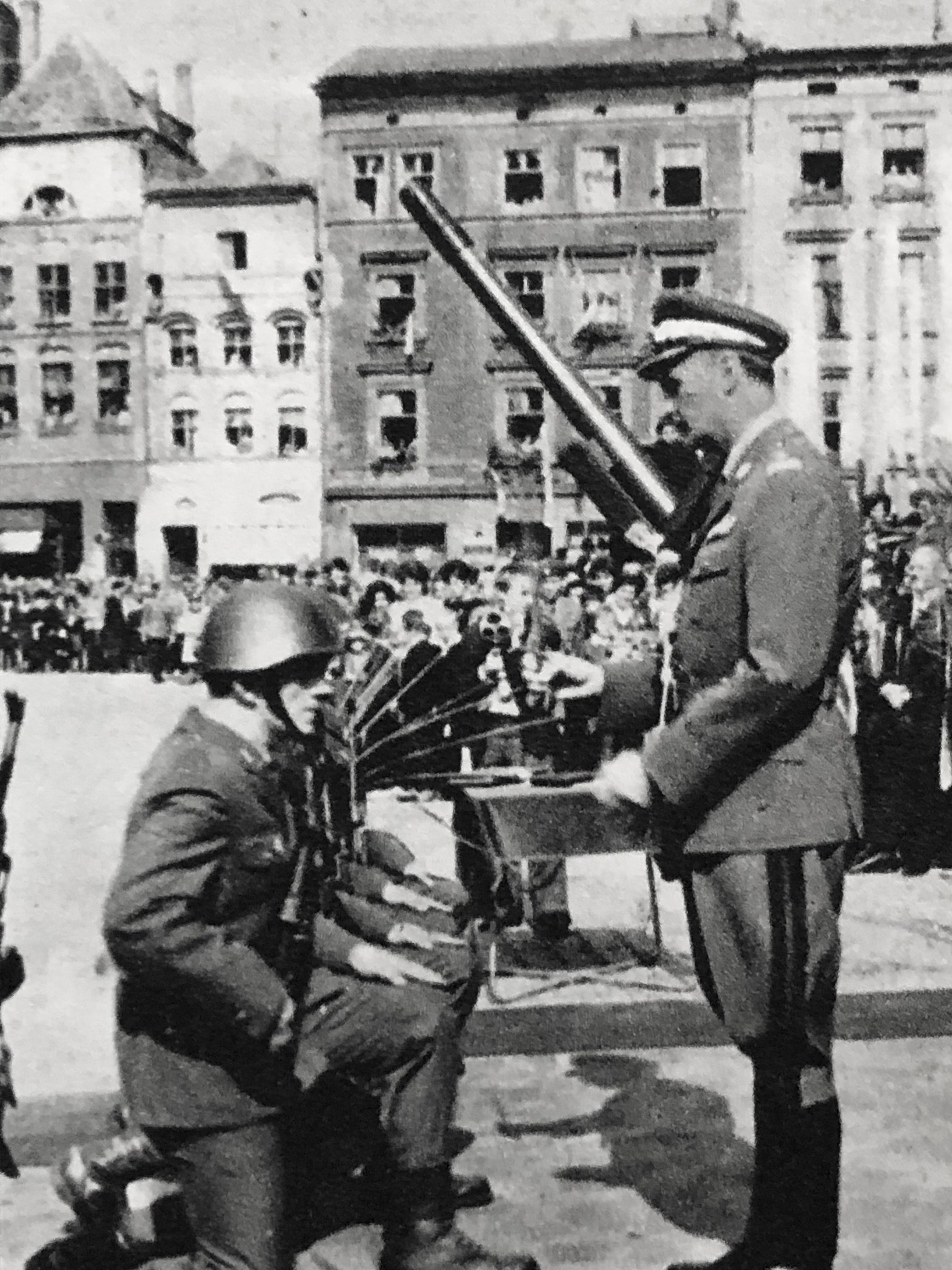
Gen. Tadeusz Tuczapski promuje absolwentów Wyższej Szkoły Oficerskiej Wojsk Rakietowych i Artylerii

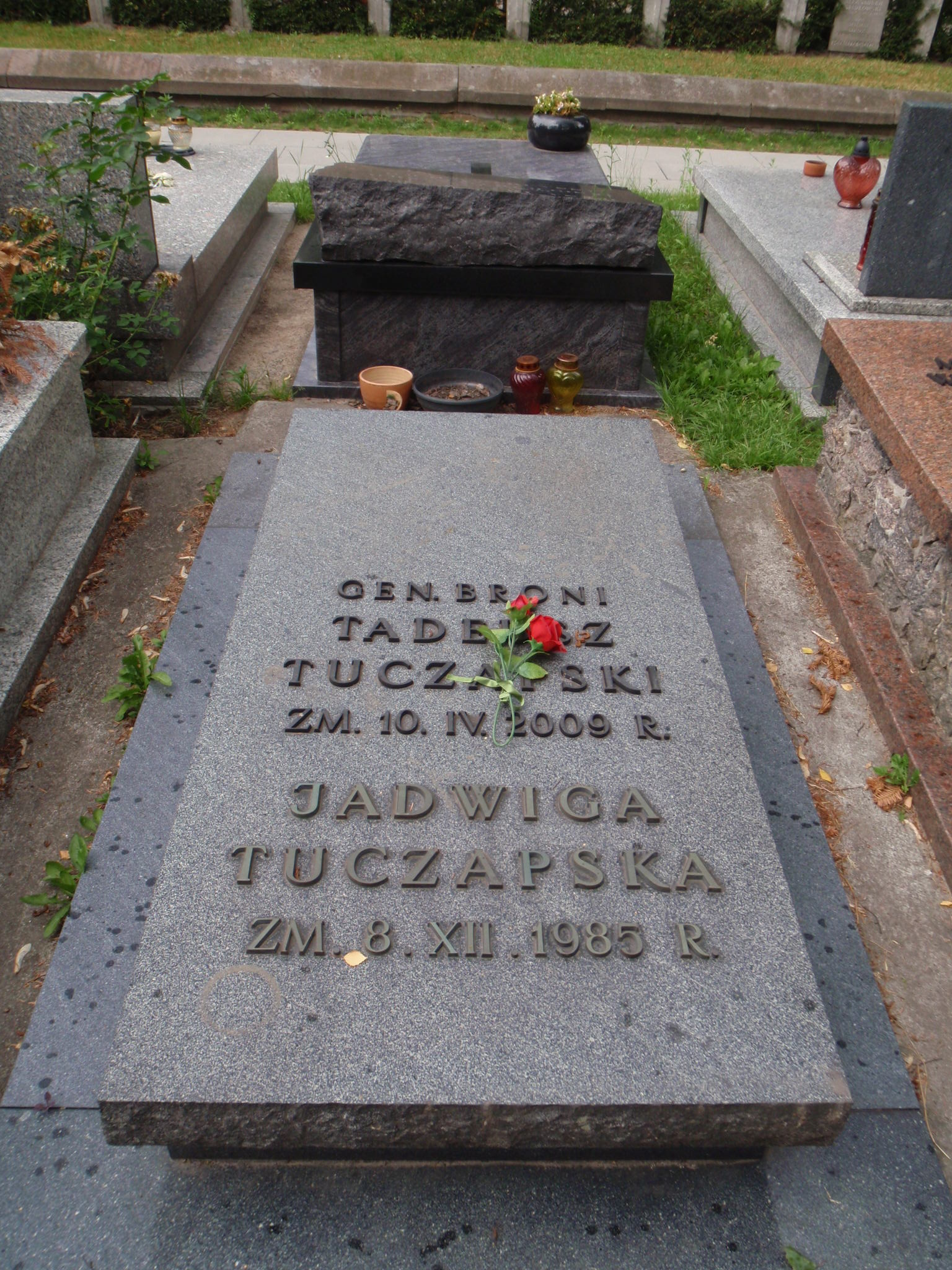
Grób Tadeusza Tuczapskiego i jego żony Jadwigi na Cmentarzu Wojskowym na Powązkach w Warszawie

Tadeusz Leon Tuczapski (ur. 23 września 1922 we Lwowie, zm. 10 kwietnia 2009 w Warszawie) – generał broni Wojska Polskiego, wiceminister obrony narodowej PRL (1968–1987), Główny Inspektor Szkolenia (1968–1971), Główny Inspektor Obrony Terytorialnej (1971–1987), szef Obrony Cywilnej Kraju (1973–1987), sekretarz Komitetu Obrony Kraju (1973–1987), zastępca członka Komitetu Centralnego PZPR (1968–1986), członek WRON, współodpowiedzialny za przygotowanie i wprowadzenie stanu wojennego, prezes Zarządu Głównego Ligi Obrony Kraju (1988–1991).

## Życiorys

### Kariera wojskowa
Syn Leona, chorążego WP i Katarzyny z domu Marszałek. W 1940 rozpoczął studia medyczne na Uniwersytecie Lwowskim, przerwane wybuchem wojny radziecko-niemieckiej. W czasie okupacji niemieckiej pracował we Lwowie w firmie hotelarsko-gastronomicznej jako magazynier, później pomocnik buchaltera. Od sierpnia 1944 służył w szeregach Wojska Polskiego. W marcu 1945 ukończył Oficerską Szkołę Artylerii w Chełmie. Następnie został dowódcą plutonu ogniowego w 1 Armii WP. Podczas walk na froncie dwukrotnie ranny, w tym drugi raz ciężko, w rejonie Birkenwerder w Niemczech. Do listopada 1945 przebywał na leczeniu w Szpitalu Okręgowym w Łodzi.
Po wojnie był adiutantem ministra obrony narodowej, marszałka Związku Radzieckiego i marszałka Polski Konstantego Rokossowskiego. W 1947 odbył kurs szefów sztabu dywizjonu w Centrum Wyszkolenia Artylerii w Toruniu. W 1946 awansował na stopień porucznika. Po kursie pozostał w Toruniu jako wykładowca w Oficerskiej Szkole Artylerii. W 1948 był dowódcą 24 Warszawskiego dywizjonu artylerii ciężkiej w Morągu, następnie został dowódcą 70 pułku artylerii haubic. W 1950 wyznaczony na stanowisko szefa sztabu 12 Brygady Artylerii Haubic, a w latach 1951–1952 był dowódcą 29 Brygady Artylerii Haubic w Bemowie Piskim (w strukturach 8 Dywizji Artylerii Przełamania w Orzyszu). W 1952 przeszedł do Dowództwa Artylerii WP w Warszawie, gdzie sprawował kolejno funkcję szefa Wydziału Operacyjnego, a od 1953 zastępcy szefa sztabu Dowództwa Artylerii WP. W lipcu 1950 roku awansowany na podpułkownika, a w styczniu 1953 na pułkownika. W latach 1954–1955 był dowódcą artylerii Pomorskiego Okręgu Wojskowego. W latach 1955–1957 odbył studia wojskowe w Akademii Wojskowej Sztabu Generalnego Sił Zbrojnych ZSRR im. K. Woroszyłowa w Moskwie. 22 lipca 1957 r., w wieku zaledwie 35 lat, awansowany na podstawie zarządzenia Prezesa Rady Ministrów do stopnia generała brygady i mianowany szefem sztabu Szefostwa Artylerii WP. W latach 1960–1963 był szefem Zarządu I Operacyjnego Sztabu Generalnego WP. Na tym stanowisku organizował pierwsze ćwiczenia Układu Warszawskiego na terytorium Polski pod kryptonimem „Odra-Bałtyk”.
W latach 1963–1965 był zastępcą Szefa Sztabu Generalnego WP do spraw operacyjnych. W październiku 1963 roku awansowany do stopnia generała dywizji. Nominację wręczył mu w Belwederze przewodniczący Rady Państwa PRL Aleksander Zawadzki. W latach 1965–1968 – szef Inspektoratu Szkolenia – I zastępca Głównego Inspektora Szkolenia (gen. broni Jerzego Bordziłowskiego). W roku 1966 był współorganizatorem Defilady Tysiąclecia Państwa Polskiego.
Od 11 kwietnia 1968 roku był nieprzerwanie przez 19 lat wiceministrem obrony narodowej (do 1987). W latach 1968–1971 – Główny Inspektor Szkolenia i zastępca Naczelnego Dowódcy Zjednoczonych Sił Zbrojnych Państw – Stron Układu Warszawskiego oraz dowódca Frontu Polskiego na czas wojny. Od maja 1968 był przewodniczącym Rady WF i Sportu MON. W październiku 1974 roku awansowany do stopnia generała broni. Nominację wręczył mu w Belwederze przewodniczący Rady Państwa PRL prof. Henryk Jabłoński. W latach 1971–1987 piastował równolegle trzy zasadnicze dla systemu obronnego państwa funkcje: Głównego Inspektora Obrony Terytorialnej, szefa Obrony Cywilnej Kraju oraz sekretarza Komitetu Obrony Kraju (KOK). Jako sekretarz KOK nadzorował prace związane z przygotowaniem aktów prawnych wprowadzających 13 grudnia 1981 roku w Polsce stan wojenny. W okresie stanu wojennego, w latach 1981–1983, wchodził w skład Wojskowej Rady Ocalenia Narodowego (WRON). 
Od 26 stycznia 1988 r. do 26 maja 1991 r. pełnił funkcję prezesa Zarządu Głównego Ligi Obrony Kraju. 2 maja 1991 roku, w wieku 68 lat został przeniesiony w stan spoczynku.

### Działalność polityczna i społeczna
Członek PPR i PZPR, w latach 1968–1986 zastępca członka Komitetu Centralnego PZPR. Delegat na kolejne zjazdy PZPR od V (1968) do X (1986). W grudniu 1985 został członkiem Zespołu do przygotowania Projektu Uchwały X Zjazdu PZPR, który odbył się w lipcu 1986. Od 1969 aż do rozwiązania organizacji w 1990 roku – członek Rady Naczelnej organizacji kombatanckiej ZBoWiD. Od lipca 1978 wchodził w skład Komitetu Rady Ministrów do Spraw Zagospodarowania Wisły.  W latach 1986–1988 członek Społecznego Komitetu Odnowy Starego Miasta Zamościa. W latach 1988–1990 członek Rady Ochrony Pamięci Walk i Męczeństwa.

### Odpowiedzialność karna
Od 1995 zasiadał, wraz ze swoim wieloletnim przełożonym, gen. Wojciechem Jaruzelskim, na ławie oskarżonych w procesie o sprawstwo kierownicze śmierci robotników podczas wydarzeń w grudniu 1970 roku. Tuczapski dowodził wówczas oddziałami operującymi w Szczecinie.

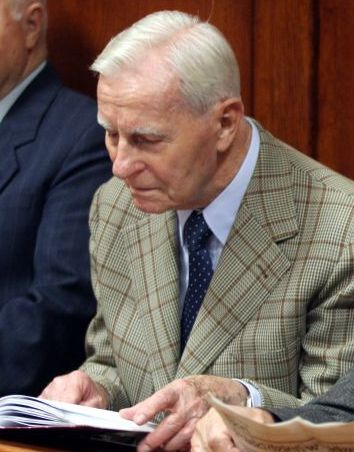
Tadeusz Tuczapski na ławie oskarżonych podczas procesu przeciwko autorom stanu wojennego, Warszawa 2008

W marcu 2006 Główna Komisja Ścigania Zbrodni przeciwko Narodowi Polskiemu IPN postawiła go w stan oskarżenia za popełnienie zbrodni komunistycznej polegającej na udziale w zorganizowanym związku przestępczym o charakterze zbrojnym mającym na celu popełnianie przestępstw polegających na pozbawianiu wolności poprzez internowanie i wykonywanie kar pozbawienia wolności orzeczonych za czyny wcześniej niekaralne oraz innych przestępstw przeciwko wolności, a nadto naruszaniu nietykalności cielesnej, tajemnicy korespondencji oraz praw pracowniczych obywateli polskich. Od września 2008 roku zasiadał na ławie oskarżonych w toczącym się w tej sprawie przed warszawskim Sądem Okręgowym procesie. Na ławie oskarżonych zasiadali także: b. I sekretarz KC PZPR i premier gen. Wojciech Jaruzelski, b. I sekretarz KC PZPR Stanisław Kania, b. minister obrony narodowej gen. Florian Siwicki, b. minister spraw wewnętrznych gen. Czesław Kiszczak, b. członkini Rady Państwa Eugenia Kempara oraz b. wiceminister sprawiedliwości Tadeusz Skóra. Tadeusz Tuczapski zmarł jako oskarżony przed zakończeniem postępowania, które po jego śmierci umorzono. W uzasadnieniu wyroku skazującego Czesława Kiszczaka w dniu 12 stycznia 2012 roku warszawski Sąd Okręgowy uznał, że stan wojenny przygotowano i wprowadzono niezgodnie z ówczesną konstytucją, a dokonała tego grupa przestępcza o charakterze zbrojnym, złożona z ludzi na najwyższych stanowiskach, wśród których wymieniono m.in. Tadeusza Tuczapskiego.

### Awanse[8]
- podporucznik – 1945
- porucznik - 1946
- kapitan – 1947
- major – 1948
- podpułkownik – 1950
- pułkownik – 1953
- generał brygady – 1957
- generał dywizji – 1963
- generał broni – 1974

### Śmierć i pogrzeb
Zmarł 10 kwietnia 2009 wskutek krwiaka mózgu, który uprzednio wywołał u Tuczapskiego zanik świadomości. Pochowany 20 kwietnia 2009 w grobie rodzinnym obok żony Jadwigi na Cmentarzu Wojskowym na Powązkach w Warszawie (kwatera B 4 rz. 8 m. 18). Pogrzeb odbył się z asystą wojskową, ale przy bardzo ograniczonym ceremoniale (bez kompanii honorowej i orkiestry wojskowej). Podczas uroczystości płk Ryszard Depa odczytał list pożegnalny autorstwa nieobecnego z powodu choroby gen. armii Wojciecha Jaruzelskiego.

## Życie prywatne
Mieszkał w Warszawie przy ulicy Krętej 3. Interesował się literaturą społeczno-polityczną i batalistyczną oraz teatrem. Był dwukrotnie żonaty, pierwsza żona Jadwiga Tuczapska (1916-1985), druga żona Henryka Machowska-Tuczapska (zmarła w 2007). Miał córkę.

## Ordery i odznaczenia
W trakcie blisko 47-letniej służby wojskowej otrzymał m.in. następujące odznaczenia:
- Krzyż Komandorski z Gwiazdą Orderu Odrodzenia Polski (1980)
- Krzyż Komandorski Orderu Odrodzenia Polski (1973)[14]
- Krzyż Kawalerski Orderu Odrodzenia Polski
- Order Sztandaru Pracy I klasy (1968)
- Order Sztandaru Pracy II klasy (1964)
- Order Krzyża Grunwaldu III klasy (1968)
- Krzyż Walecznych
- Srebrny Medal „Zasłużonym na Polu Chwały” (1946)
- Medal 10-lecia Polski Ludowej (1954)
- Medal 30-lecia Polski Ludowej (1974)
- Medal 40-lecia Polski Ludowej (1984)
- Medal Zwycięstwa i Wolności 1945
- Złoty Medal „Siły Zbrojne w Służbie Ojczyzny” (1968)
- Srebrny Medal „Siły Zbrojne w Służbie Ojczyzny”
- Brązowy Medal „Siły Zbrojne w Służbie Ojczyzny”
- Medal „Za udział w walkach o Berlin” (1967)
- Złoty Medal „Za zasługi dla obronności kraju” (1973)
- Srebrny Medal „Za Zasługi dla Obronności Kraju” (1968)
- Brązowy Medal „Za Zasługi dla Obronności Kraju” (1966)[15]
- Medal Komisji Edukacji Narodowej (1973)
- Złota Odznaka „Za Zasługi dla Obrony Cywilnej”
- Złota Odznaka „Za zasługi w ochronie granic PRL”
- Złota Odznaka „Za Zasługi w Ochronie Porządku Publicznego"
- Złota odznaka honorowa „Zasłużony dla Energetyki” (1977)
- Złota odznaka „Zasłużony Działacz Kultury Fizycznej” (1968)[16]
- Odznaka „Przodujący Kolejarz” PRL (1968)[17]
- Złote odznaczenie im. Janka Krasickiego (ZSMP)
- Złota Odznaka Honorowa Towarzystwa Przyjaźni Polsko-Radzieckiej (1964)
- Złoty Medal „Za Zasługi w Umacnianiu Przyjaźni PRL-ZSRR” (1987, TPPR)[18]
- Odznaka 1000-lecia Państwa Polskiego (1966)
- Odznaka Grunwaldzka
- Medal "Za Zasługi dla Marynarki Wojennej PRL"
- Honorowa Odznaka 30-lecia PPR (1972)[19]
- Odznaka honorowa Związku Inwalidów Wojennych (1990)
- Medal Sztabu Generalnego WP „Amor Patriae Suprema Lex”
- Medal „Zasłużonemu dla Lotnictwa”
- Medal „Za zasługi dla Wojsk Obrony Powietrznej Kraju”
- Medal „Za Zasługi dla Marynarki Wojennej”
- Medal pamiątkowy „Zasłużonemu dla Pomorskiego Okręgu Wojskowego”
- Odznaka „Zasłużony dla Śląskiego Okręgu Wojskowego”
- Medal pamiątkowy „Za zasługi dla Warszawskiego Okręgu Wojskowego”
- Medal pamiątkowy „Za Zasługi dla Związku Byłych Żołnierzy Zawodowych i Oficerów Rezerwy” (1998)
- Złota odznaka "Za zasługi dla polskiej filatelistyki" (1988)
- Medal "Za długoletnią, ofiarną służbę" (nadany przez ministra obrony narodowej, 1991)
- Złota Odznaka honorowa „Za Zasługi dla Warszawy” (1970)[20]
- Złota Odznaka za zasługi dla Ziemi Krakowskiej
- Honorowa Odznaka Miasta Łodzi (1986)[21]
- Odznaka "Za zasługi dla województwa gorzowskiego" (1987)
- Odznaka honorowa Zasłużony dla Ziemi Myśliborskiej
- Członek Bractwa Kurkowego Grodu Bytomskiego[22]
- Medal pamiątkowy "35 rocznica wyzwolenia i powrotu do macierzy miasta Zielona Góra"
- Medal "25-lecia odzyskania Dolnego Śląska" (1970)[23]
- Order Lenina (1968, ZSRR)
- Order Przyjaźni Narodów (1973, ZSRR)
- Medal 100-lecia urodzin Lenina (1970, ZSRR)
- Medal „Za umacnianie braterstwa broni” (1980, ZSRR)
- Medal „Za zwycięstwo nad Niemcami w Wielkiej Wojnie Ojczyźnianej 1941–1945”
- Medal jubileuszowy „Dwudziestolecia zwycięstwa w Wielkiej Wojnie Ojczyźnianej 1941–1945” (1972, ZSRR)
- Odznaka „25-lecia Zwycięstwa w Wielkiej Wojnie Ojczyźnianej 1941-1945” (ZSRR, 1970)[24]
- Medal jubileuszowy „Trzydziestolecia zwycięstwa w Wielkiej Wojnie Ojczyźnianej 1941–1945” (1975, ZSRR)
- Medal jubileuszowy „Czterdziestolecia zwycięstwa w Wielkiej Wojnie Ojczyźnianej 1941–1945” (1985, ZSRR)
- Medal jubileuszowy „50 lat Sił Zbrojnych ZSRR” (1968, ZSRR)[25]
- Medal jubileuszowy „60 lat Sił Zbrojnych ZSRR” (ZSRR)
- Medal „Za Umacnianie Braterstwa Broni” (dwurotnie: 1977 i 1980, Bułgaria)
- Medal 25-lecia Bułgarskiej Armii Ludowej (1969, Bułgaria)[26]
- Medal „30-lecia Bułgarskiej Armii Ludowej” (1974, Bułgaria)
- Order Czerwonego Sztandaru (1971, CSSR)[27]
- Medal „Za umacnianie Przyjaźni Sił Zbrojnych” I stopnia (1970, CSSR)
- Medal „30 lat Słowackiego Powstania Narodowego i Wyzwolenia Czechosłowacji przez Armię Radziecką” (1975, CSSR)
- Medal „40 lat Wyzwolenia Czechosłowacji przez Armię Radziecką” (1985, CSSR)
- Złoty Medal Braterstwa Broni (NRD)
- Medal „Braterstwa Broni” (1983, Republika Kuby)
- Medal „30 lat Rewolucyjnych Sił Zbrojnych Kuby” (1987, Republika Kuby)[28]
- Order Zasługi Wojskowej I klasy (1985, Wietnam)[29]
- inne medale i odznaczenia jubileuszowe i pamiątkowe państw socjalistycznych, organizacyjne i regionalne

## Publikacje
- T. Tuczapski, 25 lat rozwoju Wojsk Lądowych /w/ Myśl Wojskowa, 1968, nr 10
- T. Tuczapski, Humanitarna misja Obrony Cywilnej /w/ Żołnierz Wolności, 1976
- T. Tuczapski, przedmowa /w/ Amerykański oficer sztabu, Warszawa 1963, str. 5-18
- T. Tuczapski, Rola i zadania tyłów wojsk operacyjnych na współczesnym polu walki /w/ Przegląd Kwatermistrzowski, 1968, nr 9-10
- T. Tuczapski, słowo wstępne /w/ Dowodzenie i sztaby: Od czasów starożytnych do końca XIX wieku, Biblioteka wiedzy wojskowej, Wydawnictwo MON, Warszawa 1980
- T. Tuczapski, słowo wstępne /w/ Obrona cywilna za granicą, Wydawnictwo MON, Warszawa 1974
- T. Tuczapski, słowo wstępne /w/ Zarys geografii wojennej, Biblioteka wiedzy wojskowej, Wydawnictwo MON, Warszawa 1967
- T. Tuczapski, System obronny Polskiej Rzeczypospolitej Ludowej. Niektóre problemy rozwoju i organizacji. /w/ Myśl Wojskowa, 1973, nr 10, s. 19-31
- T. Tuczapski, Układ Warszawski - gwarancją bezpieczeństwa i współpracy państw wspólnoty socjalistycznej /w/ Przegląd Obrony Terytorium Kraju, 1980, nr 1